# ست سینسیر
ست سینسیر (انگلیسی: Seth Sincere؛ زادهٔ ۲۸ آوریل ۱۹۹۸) بازیکن فوتبال اهل نیجریه است.
از باشگاه‌هایی که در آن بازی کرده‌است می‌توان به باشگاه فوتبال ینی ملطیه‌اسپور اشاره کرد.
وی همچنین در تیم ملی فوتبال زیر ۲۳ سال نیجریه بازی کرده‌است.
وی در مسابقات کشوری و بین‌المللی در مجموع برندهٔ ۱ مدال برنز شده‌است.